# Junta Departamental de Montevideo (Bauwerk)

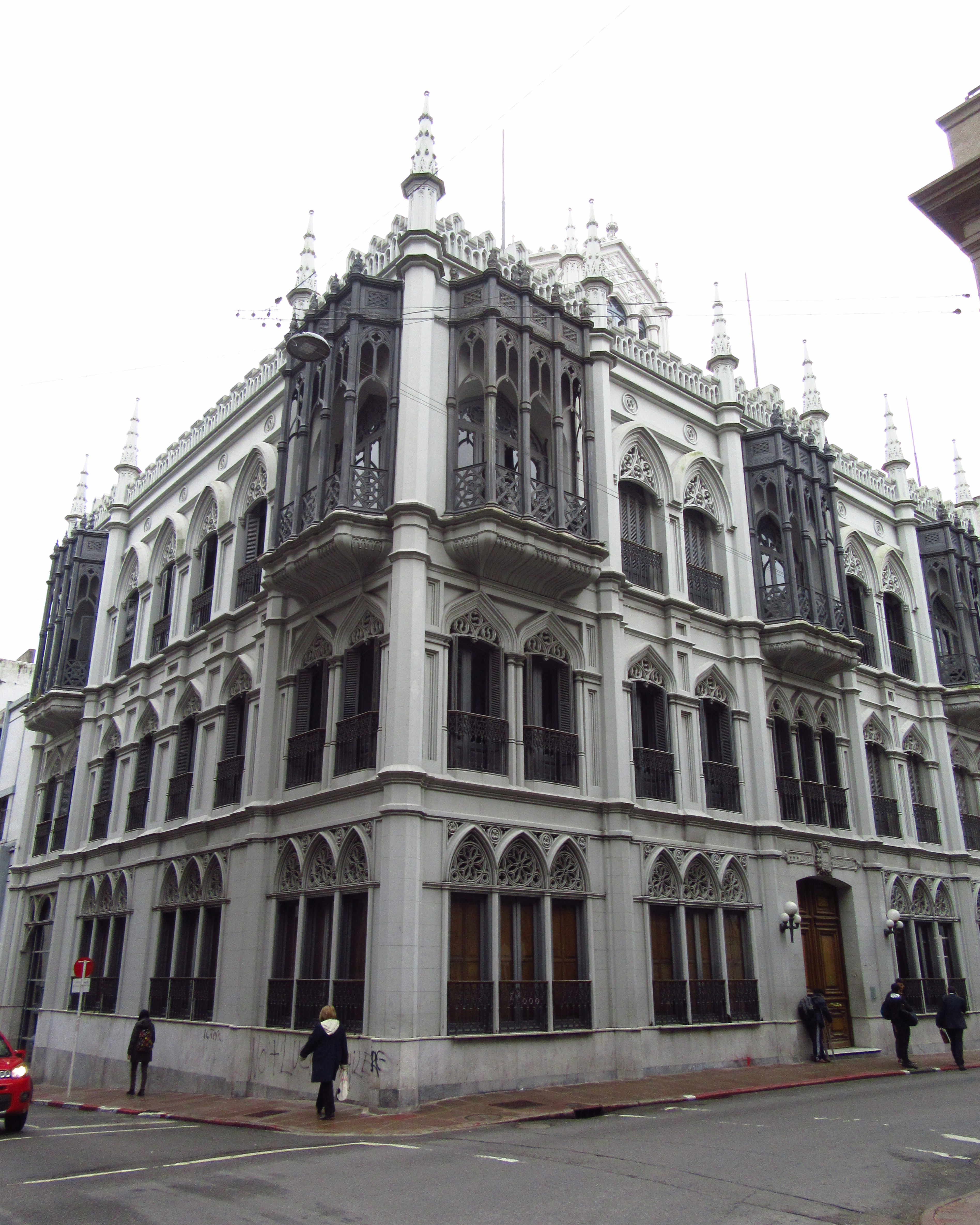
Junta Departamental de Montevideo

Der Junta Departamental de Montevideo ist ein Bauwerk in der uruguayischen Landeshauptstadt Montevideo.
Das Gebäude befindet sich in der Ciudad Vieja an der Calle 25 de Mayo 609-617, Ecke Juan Carlos Gómez. Es setzt sich aus den beiden Teilen des Casa de Francisco Gómez und der Confitería El Telégrafo zusammen. Das 1870 (andere Quellen nennen den Zeitraum 1865 bis 1875) errichtete und zu jener Zeit als Wohnhaus konzipierte Casa de Francisco Gómez deckt den Abschnitt der 25 de Mayo 609 ab. Architekt dieses Teils des Casa de Francisco Gómez war Ingenieur Ignacio Pedrálbez. Angaben hinsichtlich des Bauzeitpunktes und darüber, welcher Architekt für die Confitería El Telégrafo verantwortlich zeichnete, liegen nicht vor. Die Eingliederung der beiden Gebäude und der Umbau in den Jahren 1985 bis 1989 erfolgte unter Leitung der Architekten Roberto Monteagudo und Manuel Aguado zum Ziel der Unterbringung der Junta Departamental de Montevideo (des Parlamentes des Departamento Montevideo). Während es sich bei dem Casa F. Gómez um ein 15 Meter hohes, dreistöckiges, unterkellertes Bauwerk mit einer aufgrund seiner reichen Verzierungen dem historischen Eklektizismus zuzuordnenden Architektur handelt, dessen Etagen durch eine Marmortreppe im Inneren verbunden sind und dessen Grundfläche 557 m² beträgt, weist das Confitería El Telégrafo benannte Gebäude, in dem ursprünglich im Keller türkische Bäder und im Erdgeschoss sowie dem ersten Stockwerk die Konditorei El Telegrafo untergebracht war, eine Höhe von zehn Metern bei zweistöckiger Bauweise auf und umfasst eine Grundfläche von 1183 m².
Der Teil des Casa de Francisco Gómez ist seit 1975 als Monumento Histórico Nacional klassifiziert.